# Melania Młodsza
Melania Młodsza (ur. 383 w Rzymie, zm. 31 grudnia 439 w Jerozolimie) – święta Kościoła katolickiego i prawosławnego, pokutnica, rzymska matrona i ascetka.

## Biografia
Źródłem wiedzy o Melanii Młodszej są łacińskie i greckie odpisy życiorysu spisanego przez mnicha Geroncjusza. Była córką rzymskiego senatora Waleriusza Publicoli i Albiny Ceionia i wnuczką Melanii zwanej Starszą zmarłej w 409 roku. W 396 roku wbrew jej woli wydana została za skoligaconego z nią Waleriusza Piniana. Po śmierci dwojga dzieci nakłoniła męża do życia w czystości i zaplanowała spożytkowanie majątku na cele charytatywne. Wobec sprzeciwu rodziny, dla realizacji planów dobroczynnych uzyskała poparcie cesarza Flawiusza Honoriusza. Po 404 roku siedzibę przy Via Appia zamieniła na dom pielgrzymkowy, została fundatorką klasztorów, a także udzielała pomocy finansowej ludziom potrzebującym. W 406 wyjechała do Noli i odwiedziła Paulina z Noli, w dwa lata później, po najeździe barbarzyńców udała się na Sycylię do Rufina z Akwilei. Od 410 r. zakładała w Afryce wspólnoty ascetyczne. W czasie podróży do Palestyny pielgrzymowała po egipskich ośrodkach życia zakonnego i odwiedziła Cyryla Aleksandryjskiego. W 417 r. osiadła w Jerozolimie. Po śmierci męża (431 r.) pochowała go pod żeńskim klasztorem na Górze Oliwnej, którego była fundatorką. W czasie ostatniej podróży do Konstantynopola (436 r.) nawróciła krewnego Woluzjusza i poznała Eudoksję.
Życie Melanii upływające na pokucie i medytacjach sprawiło, że po śmierci utrwaliła się opinia o jej świętości i ze wschodu rozeszła się na zachód, gdzie popularność zyskała w IX wieku.
Jest patronką rodzących kobiet.
W Martyrologium Rzymskim wymieniana jest w dzienną rocznicę śmierci (31 grudnia/13 stycznia).
W ikonografii przedstawiana jest z nakrytą głową w szatach mnisich (najczęściej zielonych) ze złożonymi w modlitwie na piersi lub uniesionymi rękami.
Aprobaty kultu dokonał papież Pius X w 1907 roku.

## Znaczenie
Hieronim ze Strydonu, przedstawiając w listach żywoty świątobliwych niewiast, zapoczątkował nowy rozdział biografii poświęcony świętym kobietom. Była pierwszą bohaterką nowej biografistyki.